# Anancistrogera chopardi
Anancistrogera chopardi is een rechtvleugelig insect uit de familie Gryllacrididae. De wetenschappelijke naam van deze soort werd voor het eerst geldig gepubliceerd in 1926 door Heinrich Hugo Karny.